# Ŕ
Ŕ ( minúscula : ŕ ) es una letra de los alfabetos eslovaco y sorabo bajo,también usada en transcripciones del semisilabario íbero. Se forma a partir de R con la adición de un agudo.

## Eslovaco
Se utiliza en eslovaco para representar la r silábica geminada, IPA : [ r̩ː ] .

## Bajo sorabo
Se utiliza en bajo sorabo para representar la r palatalizada, IPA : [ rʲ ] .

## Euskera
En la ortografía de Sabino Arana de la lengua vasca, ŕ se utilizó para la consonante vibrante múltiple. Sin embargo, en el alfabeto vasco estándar, r se usa en posiciones finales de sílabas y rr entre vocales.

## Unicode
Su valor en Unicode es U+0154 para la mayúscula y U+0155 para la minúscula.
| Carácter      | Ŕ                                 | Ŕ                                 | ŕ                               | ŕ                               |
| ------------- | --------------------------------- | --------------------------------- | ------------------------------- | ------------------------------- |
| Unicode       | LATIN CAPITAL LETTER R WITH ACUTE | LATIN CAPITAL LETTER R WITH ACUTE | LATIN SMALL LETTER R WITH ACUTE | LATIN SMALL LETTER R WITH ACUTE |
| Codificación  | decimal                           | hex                               | decimal                         | hex                             |
| Unicode       | 340                               | U+0154                            | 341                             | U+0155                          |
| UTF-8         | 197 148                           | C5 94                             | 197 149                         | C5 95                           |
| Ref. numérica | &#340;                            | &#x154;                           | &#341;                          | &#x155;                         |